# UEFAアマチュアカップ
UEFAアマチュアカップ（英: UEFA Amateur Cup）は、欧州サッカー連盟（UEFA）主催で開催されていた、アマチュアのクラブチームによる国際大会である。1966年創設。1978年廃止。現在はアマチュアのクラブチームによる同様の大会として、UEFAリージョンズカップが開催されている。

## 歴代優勝クラブの国籍
- 1966-1967  オーストリア
- 1969-1970  スペイン
- 1973-1974  ユーゴスラビア /  西ドイツ
- 1977-1978  ユーゴスラビア